# Afsoon Roshanzamir
Afsoon Roshanzamir Johnston (ur. 16 sierpnia 1972) – amerykańska zapaśniczka. Czterokrotna uczestniczka mistrzostw świata. Srebro w 1990, brąz w 1989, piąta w 1992 i jedenasta w 1997. Brąz na mistrzostwach panamerykańskich w 1998 roku.